# Chow-Gruppe
In der algebraischen Geometrie, einem Teilgebiet der Mathematik, sind Chow-Gruppen eine wichtige Invariante von Varietäten.

## Definition
Sei {\displaystyle X} eine glatte, irreduzible, projektive Varietät über einem algebraisch abgeschlossenen Körper.
Die Gruppe der algebraischen Zykel der Kodimension i
{\displaystyle {\mathcal {Z}}^{i}(X)}
ist definiert als die freie abelsche Gruppe erzeugt von den irreduziblen (nicht notwendig glatten) Untervarietäten {\displaystyle W\subset X} der Kodimension {\displaystyle i}. Ein Element {\displaystyle Z\in {\mathcal {Z}}^{i}(X)} ist also eine endliche Summe 
{\displaystyle Z=\sum _{\alpha }n_{\alpha }W_{\alpha }}
mit {\displaystyle n_{\alpha }\in \mathbb {Z} } und {\displaystyle W_{\alpha }\subset X} irreduzible Untervarietät der Kodimension {\displaystyle i}.
Zwei Untervarietäten 
{\displaystyle Y,Z\subset X}
heißen rational äquivalent, wenn es eine Untervarietät 
{\displaystyle V\subset X\times P^{1}}, welche flach über {\displaystyle P^{1}} ist,
sowie {\displaystyle a,b\in P^{1}} mit 
{\displaystyle pr_{X}(V\cap X\times \left\{a\right\})=Y,pr_{X}(V\cap X\times \left\{b\right\})=Z}
gibt. Rationale Äquivalenz definiert eine Äquivalenzrelation auf der Zykelgruppe {\displaystyle {\mathcal {Z}}^{i}(X)}.
Die Chow-Gruppe {\displaystyle CH^{i}(X)} ist definiert als Quotient der Zykel-Gruppe modulo rationaler Äquivalenz:
{\displaystyle CH^{i}(X)={\mathcal {Z}}^{i}(X)/\sim }.

## Chow-Ring
Das Schnittprodukt {\displaystyle \times } von Untervarietäten (anschaulich: modulo rationaler Äquivalenz bringt man Untervarietäten in allgemeine Lage und nimmt dann ihren Durchschnitt) definiert eine Abbildung 
{\displaystyle CH^{i}(X)\otimes CH^{j}(X)\rightarrow CH^{i+j}(X)}
für alle {\displaystyle i,j}. Der Chow-Ring ist die direkte Summe der Chow-Gruppen
{\displaystyle CH(X)=\bigoplus _{i=0}^{\infty }CH^{i}(X)}
mit der durch das Schnittprodukt definierten Multiplikation.
Mittels des Schnittprodukts {\displaystyle \times \colon CH^{k}(X)\otimes CH^{l}(X)\to CH^{k+l}(X)} definiert man das globale Schnittprodukt {\displaystyle \cdot \colon CH^{k}(X)\otimes CH^{l}(X)\to CH^{k+l-\dim(X)}(X)} durch
{\displaystyle x\cdot y:=\Delta ^{*}(x\times y)}
für die diagonale Einbettung {\displaystyle \Delta \colon X\to X\times X}.

## Beispiele
- Für jede glatte, irreduzible Varietät ist

{\displaystyle CH^{0}(X)=\mathbb {Z} }.
- {\displaystyle CH^{1}(X)} ist die Picardgruppe

{\displaystyle CH^{1}(X)=Pic(X)}.
- Für den {\displaystyle n}-dimensionalen affinen Raum {\displaystyle A^{n}} gilt

{\displaystyle CH^{k}(A^{n})=0} für {\displaystyle k\not =0,n},
{\displaystyle CH^{n}(A^{n})=\mathbb {Z} }.
- Für den {\displaystyle n}-dimensionalen projektiven Raum {\displaystyle P^{n}} gilt

{\displaystyle CH^{k}(P^{n})=\mathbb {Z} } für {\displaystyle 0\leq k\leq n+1}
{\displaystyle CH^{k}(P^{n})=0} für {\displaystyle k>n+1}

## Beziehung zur algebraischen K-Theorie
Sei {\displaystyle K(X)} der Funktionenkörper der Varietät {\displaystyle X} und {\displaystyle K_{*}^{M}(K(X))} die Milnorsche K-Theorie dieses Körpers. Dann ist
{\displaystyle CH^{k}(X)=\operatorname {Kokern} \left(\bigcup _{x\in X_{(p+1)}}K_{1}^{M}(K(X))\to \bigcup _{x\in X_{(p)}}K_{0}^{M}(K(X))\right),}
wobei {\displaystyle X_{(p)}} die Menge aller Punkte von {\displaystyle X} der Dimension {\displaystyle p} ist.